# Mamlakat Nakhangova
Mamlakat Akberdyevna Nakhangova (tadjik : Мамлакат Оқбердиевна Наҳангова, russe : Мамлака́т Акбердыевна Наха́нгова), née en 1924 et morte en 2003, est une cueilleuse de coton soviétique, membre du mouvement stakhanoviste et plus jeune récipiendaire, à 11 ans, de l'Ordre de Lénine
.
Pendant la Seconde Guerre mondiale, elle a participé à une conférence de paix à Londres
.
Adulte, elle étudie la philologie et devient professeure associée à l'Université d'État du Tadjikistan (ru). De 1970 à 1977, elle dirige son département des langues étrangères de l'institut médical de Douchanbé.

## Figure de la propagande stalinienne
Après la mort des parents de Engelsina Markizova, qui est la petite fille sur la photo avec Joseph Staline utilisée pour la propagande soviétique, l'identification de la jeune fille est changée par les pouvoirs soviétiques et devient Mamlakat Nakhangova.
C'est elle aussi l'héroïne du poème  "Le Soleil du Pays" de Mirzo Tursunzoda (ru)
.